# Superprestige veldrijden 1998-1999
Hier volgt een overzicht van de resultaten in de Superprestige veldrijden van het seizoen 1998-1999. De eerste wedstrijd werd gereden in Ruddervoorde op 24 oktober 1998, de laatste op 7 februari 1999 in Harnes. De 22-jarige Sven Nys won het eindklassement.

## Puntenverdeling
Punten werden toegekend aan alle crossers die in aanmerking kwamen voor Superprestige-punten. De top vijftien ontving punten aan de hand van de volgende tabel:
| Positie | 1  | 2  | 3  | 4  | 5  | 6  | 7 | 8 | 9 | 10 | 11 | 12 | 13 | 14 | 15 |
| Punten  | 15 | 14 | 13 | 12 | 11 | 10 | 9 | 8 | 7 | 6  | 5  | 4  | 3  | 2  | 1  |

## Kalender en podia
| Datum      | Locatie             | Eerste             | Tweede              | Derde              |         |
| ---------- | ------------------- | ------------------ | ------------------- | ------------------ | ------- |
| 24/10/1998 | Ruddervoorde        | Sven Nys           | Richard Groenendaal | Mario De Clercq    | details |
| 15/11/1998 | Asper-Gavere        | Mario De Clercq    | Sven Nys            | Bart Wellens       | details |
| 22/11/1998 | Sint-Michielsgestel | Sven Nys           | Mario De Clercq     | Wim de Vos         | details |
| 29/11/1998 | Gieten              | Sven Nys           | Richard Groenendaal | Bart Wellens       | details |
| 08/12/1998 | Silvelle            | Sven Nys           | Daniele Pontoni     | Adrie van der Poel | details |
| 13/12/1998 | Overijse            | Erwin Vervecken    | Mario De Clercq     | Bart Wellens       | details |
| 23/12/1998 | Hoogstraten         | Bart Wellens       | Erwin Vervecken     | Daniele Pontoni    | details |
| 27/12/1998 | Diegem              | Sven Nys           | Bart Wellens        | Adrie van der Poel | details |
| 30/12/1998 | Surhuisterveen      | Mario De Clercq    | Sven Nys            | Bart Wellens       | details |
| 24/01/1999 | Wetzikon            | Sven Nys           | Adrie van der Poel  | Mario De Clercq    | details |
| 07/02/1999 | Harnes              | Adrie van der Poel | Sven Nys            | Mario De Clercq    | details |

## Eindklassement
| #   | Veldrijder          | Punten |
| --- | ------------------- | ------ |
| 1.  | Sven Nys            | 154    |
| 2.  | Bart Wellens        | 124    |
| 3.  | Adrie van der Poel  | 123    |
| 4.  | Mario De Clercq     | 122    |
| 5.  | Erwin Vervecken     | 86     |
| 6.  | Ben Berden          | 84     |
| 7.  | Richard Groenendaal | 84     |
| 8.  | Radomir Simunek Sr. | 76     |
| 9.  | Peter Van Santvliet | 69     |
| 10. | Daniele Pontoni     | 56     |